# ロスチスラフ・ミハイロヴィチ
ロスチスラフ・ミハイロヴィチ（ブルガリア語 / ウクライナ語 / ロシア語: Ростислав Михайлович、ハンガリー語: Rosztyiszláv、セルビア・クロアチア語:Rastislav Mstislavić、1210年以降 / 1225年頃 - 1262年）は、チェルニゴフ公ミハイルとオリョーナ（もしくはマリヤ。ガーリチ・ヴォルィーニ公ロマンの娘）との間の子である。ノヴゴロド公：1230年、ガーリチ公：1236年 - 1237年、1241年 - 1242年、ルーツク公：1240年、チェルニゴフ公：1241年 - 1243年 。またスラヴォニア総督(en)：1247年 - 1248年、マチェヴァ（Мачва）総督(en)：1248年 - 1262年。

## 生涯
1230年、騒乱の発生によって、父のミハイルはノヴゴロドからチェルニゴフへと去った。ミハイルはノヴゴロド大主教スピルドンの立会いの下で聖ソフィア大聖堂でロスチスラフを剃髪させ、ノヴゴロド公に残留させたが、同年、ノヴゴロドの人々はペレヤスラヴリ・ザレスキー公ヤロスラフを公に招いた。ヤロスラフはノヴゴロドの支配圏(ru)に2人の息子・フョードル(ru)とアレクサンドル（後のアレクサンドル・ネフスキー）を据えた。一方、ロスチスラフは元ノヴゴロド市長官（ポサードニク）のヴネズドと共にトルジョークを目指したが、ノヴゴロドの人々が、もはや父のミハイルを公として迎えることはないということを宣告したため、チェルニゴフへと去った。
1238年、ロスチスラフは父によってガーリチ公に据えられ、同年の末からリトアニアへの遠征を始めた。しかし、ロスチスラフとその支持者たちの出征に乗じたダニールによってガーリチは占領され、ロスチスラフはハンガリーのベーラ4世の下へ身を寄せた。このときにはベーラの娘のアンナ(ru)との結婚案は見送られたが、1241年にチェルニゴフを奪還し、ダニールに対する2回の遠征を実行した。1回目の遠征はバコタの包囲に失敗するが、2回目にはしばらくの間、ペレムィシュリとガーリチの占領に成功した。
1243年、ロスチスラフはベーラ4世の娘のアンナと結婚した。1245年、ロスチスラフは義父とポーランド人との援助を得、再びガーリチ奪還を試みたが、ヤロスラフ（現ヤロスワフ）の会戦(ru)で敗北した。
ヤロスラフで敗戦した後、ロスチスラフはハンガリーへ撤退し、義父から受領したスラヴォニアを統治した。1254年以降には特別に設立されたマチェヴァ総督の地位に就いた。それはベリグラード（現ベオグラード）を含む、ドナウ川、サヴァ川、ドリナ川、ヴルタヴァ川（モルダウ川）に囲まれた土地を管轄する役職であった。
ロスチスラフは1250年代の半ばに、ブルガリア帝国への内政干渉を試み、娘のアンナ（もしくはエルジェーベト）をブルガリア皇帝ミハイル2世に嫁がせた。その後、ミハイルがまだ年少であったために、ブルガリアの内政に関する大きな影響力を発揮した。たとえば、ブルガリア帝国とニカイア帝国との間の和平条約の締結に助力している。
1256年、ロスチスラフの娘は、最初の夫であるミハイル2世と死別した後、次の皇帝のカリマン2世と再婚した。1257年初頭に、ロスチスラフは自分の娘を庇護するという名目の下、軍を率いて首都・トゥルノヴグラト（タルノヴォ。現ヴェリコ・タルノヴォ）へ入り、娘を取り返した。カリマン2世は逃亡し、ロスチスラフは自身がブルガリア皇帝であることを宣言し、ハンガリーによって承認された（ただし、いくつかのブルガリアの史料において皇帝と称されているが、実際には国土は統治していない。）。しかしロスチスラフはブルガリアにおいて地盤を固めようと画策したものの、ブルガリアの上流階級層に承認されず、トゥルノグラドも掌握することができなかった。政権奪取に失敗したのちはベリグラードへ帰り、1262年に死亡した。
なお、その死を迎えるまで、ロスチスラフは自身をガーリチ公と称していた。

## 妻子
便宜上、子の名のカタカナ表記はハンガリー語準拠に統一している（ロシア語準拠：ミハイル / ハンガリー語準拠：ミハーイ、等）。キリル文字・ラテン文字表記の言語に関しては注釈を参照されたし。
妻はアールパード朝ハンガリー王ベーラ4世の娘のアンナ(en)（1243年結婚）。以下の人物を含む複数の子が生まれた。
- ベーラ(en)（? - 1272年11月） - マチェヴァ（Мачва）総督[5]。
- ミハーイ(en)（? - 1271年） - ボスニア総督[5]。
- アンナ(bg)[2]もしくはエルジェーベト(uk)（? - 1272年/1298年） - 1人目の夫はブルガリア皇帝ミハイル2世、2人目はブルガリア皇帝カリマン2世、3人目はハンガリー宮中伯（Nádor(en)(ru)）のDárói Mózes II[8]。
- クニグンダ（1245年 - 1285年9月9日） - 1261年ボヘミア王オタカル2世と結婚、のち1285年ボヘミアの貴族ザーヴィシュ・ズ・ファルケンシュテイナ（Záviš Vitkovc）(en)[2]と結婚。
- グリフィナ（アグリッピナ）(en)（? - 1305年/1309年） - ポーランド大公レシェク2世と結婚[2]。
- マルギト[10] - 女子修道院長

また、ブルガリア皇帝ミツォ・アセン（Мицо Асен）(en)はロスチスラフの子ではないかという説がある。